# ブラチスラヴァ - ブジェツラウ線
ブラチスラヴァ - クーティ - ブジェツラウ鉄道線（スロバキア語: Železničná trať Bratislava – Kúty – Břeclav、公共時刻表用路線番号:110 ŽSR/252 SŽ）は、スロバキア・ブラチスラヴァ県ブラチスラヴァ市ブラチスラヴァ1区旧市街区とチェコ・南モラヴィア県ブジェツラウ郡ブジェツラウ市を結ぶ鉄道路線の通称である。
スロバキア国鉄（ŽSR）ブラチスラヴァ中央駅 - クーティ - ランジュホト線（Trať Bratislava hlavná stanica – Kúty – Lanžhot CZ、TTP路線番号:126 A)の全区間および鉄道管理公団（SŽ）クーティ - ランジュホト国境 - ブルノ中央駅線（Trať Kúty - Lanžhot st.hranice - Brno hl.n.、TTP路線番号:320A）のランジュホト国境 - ブジェツラウ間に相当する。
本項では、かつて公共時刻表用路線番号100（通称・ブラチスラヴァ - マルヒェック鉄道線）に区分され、現在の公共時刻表においては本鉄道線と同一索引に統合されている通称・ジェヴィーンスカノヴァーヴェス - マルヒェック鉄道線（Železničná trať Devínska Nová Ves - Marchegg）に相当する、スロバキア国鉄（ŽSR）ジェヴィーンスカノヴァーヴェス - マルヒェック線（Trať Devínska Nová Ves – Marchegg AT、TTP路線番号:126 B）およびÖBB施設株式会社（ÖBB-INFRA）シュタットラウ - マルヒェック国境線（Strecke Stadlau - Staatsgrenze n. Marchegg、RPL番号:038）のマルヒェック - マルヒェック国境間についても述べる。

## 概要
1848年に開業したハンガリー中央鉄道線（現・ŽSRブラチスラヴァ中央駅 - ÖBB-INFRAマルヒェック駅間）と、1889年から1891年にかけて開業したモラヴィア渓谷鉄道企業線（現・ŽSRジェヴィーンスカノヴァーヴェス鉄道駅 - SŽブジェツラウ鉄道駅間）を前身とする。

### ŽSRブラチスラヴァ中央駅 - クーティ - ランジュホト線・SŽクーティ - ランジュホト国境 - ブルノ中央駅線
ŽSRブラチスラヴァ中央駅 - クーティ - ランジュホト線（126 A、線区長70.602km）およびSŽクーティ - ランジュホト国境 - ブルノ中央駅線ランジュホト国境 - ブジェツラウ間（320A、区間長11.475km）は、
ブラチスラヴァ市街地北西の小カルパチア山地（sk:Malé Karpaty）をトンネルと切り通しで抜けたあと、ジェヴィーンスカノヴァーヴェスでウィーンに至るジェヴィーンスカノヴァーヴェス - マルヒェック線を分岐し、ドナウ川支流でスロバキア・チェコ・オーストリア国境でもあるモラヴァ川沿いに北上。国境の交通の要衝クーティからモラヴァ川を越えてオーストリア - ポーランド間の幹線が通るブジェツラウに至る路線である。ŽSR区間は全線区がトルナヴァ地域総局管内である。
チェコスロバキア時代にはブラチスラヴァとブルノ、プラハを結ぶ最重要路線として国有化直後に複線化され、第二次世界大戦後はスロバキアで初となる交流25000V/50Hz電化路線ともなった。現在は第四国際輸送回廊（ドレスデン - イスタンブール間）の一部として、ブラチスラヴァ経由のチェコ、ハンガリー、ドイツ着発の貨物列車が多数運行されている。
連邦制解消後はブラチスラヴァ - ジリナ - コシツェ間の近代化が優先されたため本鉄道線の近代化は遅れており、現在も最高速度はブラチスラヴァ中央駅 - ジェヴィーンスカノヴァーヴェス間が120km/h、ジェヴィーンスカノヴァーヴェス以西が140km/hのままであるが、2020年代以降、順次近代化工事が進められる見通しで、将来的にはウィーン、ブラチスラバ、ブダペストを結ぶ最高速度200km/h以上の高速鉄道路線（VRT, Vysokorýchlostné trate）として整備される構想もある。

#### 貨物輸送
ブラチスラヴァ方では、フォルクスワーゲンスロバキア株式会社（Volkswagen Slovensko.a.s.、旧ブラチスラヴァ自動車工業国営会社）の専用線があり、欧州向けに出荷されるフォルクスワーゲンおよびシュコダブランドの新車輸送貨物列車の発駅であるジェヴィーンスカノヴァーヴェス鉄道駅、大手セメントメーカー・ホルツィムスロバキア株式会社（Holcim Slovensko a.s.、ロホジュニーク市）の専用線発着貨物列車が運行されているŽSRプラヴェツキーミクラーシュ - ザーホルスカーヴェス線（126 C、定期旅客列車運休中）の分岐駅ゾホル鉄道駅、それにŽSRトルナヴァ - クーティ線（128 C）およびŽSRクーティ - スカリツァナスロヴェンスク - スドミェジーツェナドモラヴォウ線（129 B）からの貨物列車が合流するクーティ鉄道駅には、それぞれ規模の大きい貨物列車用のヤードが設けられている。
またマラツキ鉄道駅にはイケア（スウェーデン）子会社のスウェードスパンスロバキア有限責任会社（Swedspan Slovakia s.r.o.）およびペプシコーラSR株式会社（Pepsi-Cola SR a.s.）の専用線があるほか、周辺に複数の工場が立地するヴェリュケーレヴァーレ鉄道駅には、天然ガス供給会社のナフタ株式会社（NAFTA a.s.）が運営する天然ガス積卸用専用線が設けられている。
ブジェツラウ方では、本鉄道線に相当するSŽクーティ - ランジュホト国境 - ブルノ中央駅線（320A）のほか、オーストリア - ポーランド間回廊を構成するSŽネダコニツェ - ブジェツラウ線（316A）およびSŽホーエナウ - ブジェツラウ国境 - ブジェツラウ線（320D）、SŽブジェツラウ - ズノイモ線（323D）の、いずれも国際貨物列車が運行される重要線区がブジェツラウ鉄道駅に集結しており、ČDカーゴ（ČD Cargo）ブルノ営業局ブジェツラウ営業所（Provozní pracoviště Břeclav、旧チェコ鉄道ブジェツラウ機関区→ブルノ車両区ブジェツラウ支区）および同営業所の大規模な貨物ヤードが併設されている。
また大手合成樹脂メーカー・グモテックス株式会社（GUMOTEX a.s.）ブジェツラウ工場、チェコ共和国営林国有会社ブジェツラウ支所（Lesy České republiky s.p., vlečka Břeclav）貯木場などの専用線が接続し、貨物列車による原材料搬入や出荷に供用されている。

#### 旅客輸送
ブラチスラヴァを発着するチェコ・オーストリア・ドイツ方面の長距離優等旅客列車が多数通過しているほか、ブラチスラヴァ県マラツキ郡およびトルナヴァ県セニツァ郡内とブラチスラヴァを結ぶ地域旅客輸送も担っている。

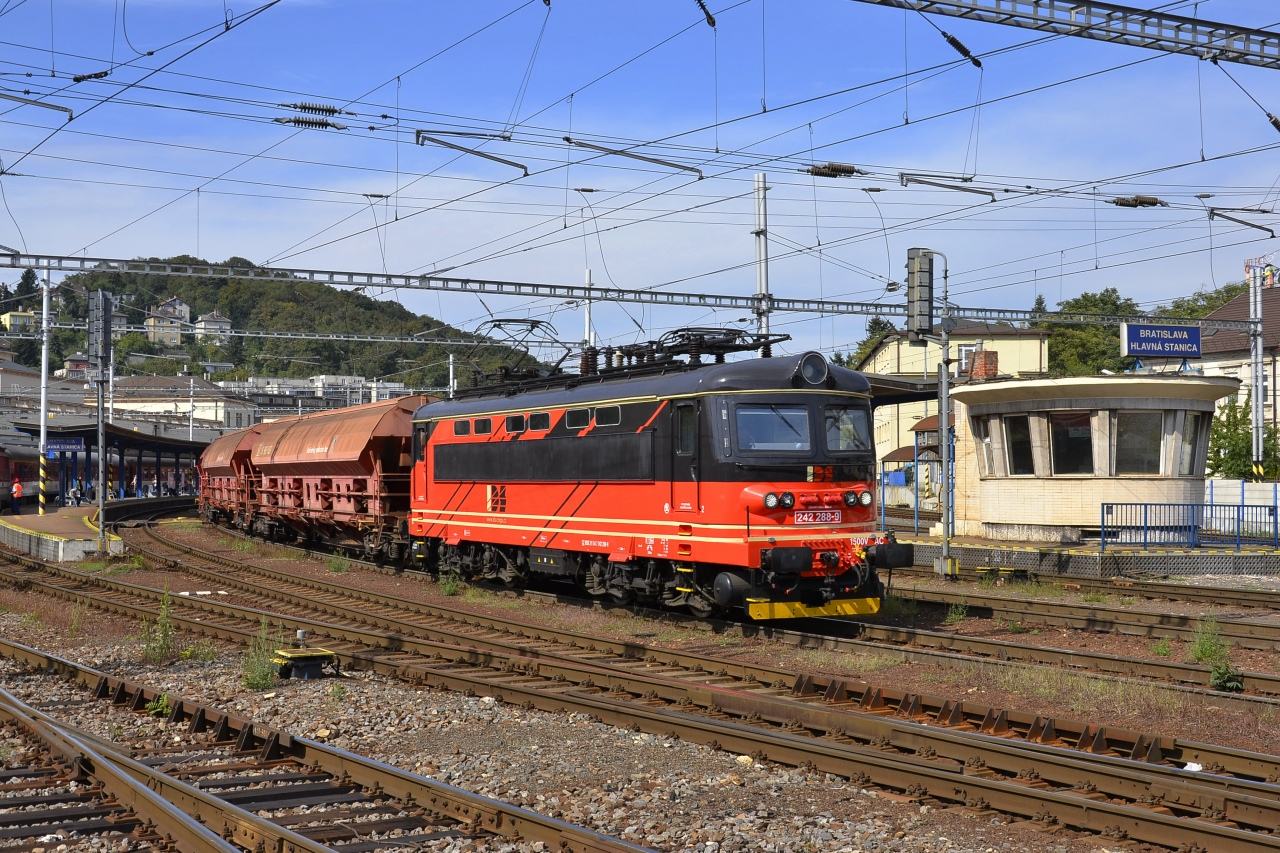
ブラチスラヴァ中央駅を通過するIDSカーゴ（チェコ）の貨物列車（ブラチスラヴァ中央駅、2015年）
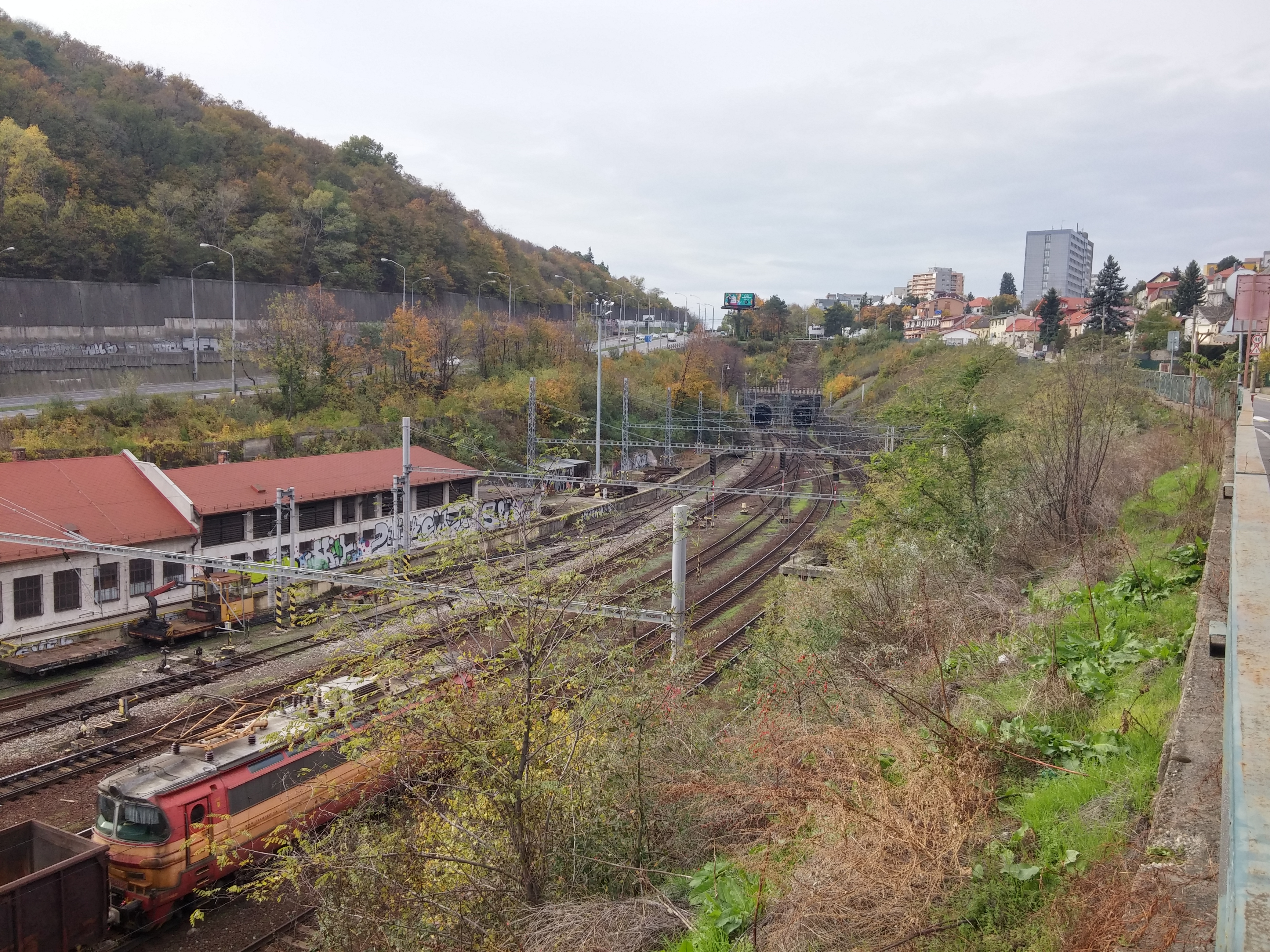
ブラチスラヴァ中央駅構内（左下）に面したラマチュトンネル（中央）で小カルパチア山地山麓の鞍部を抜ける（2017年）
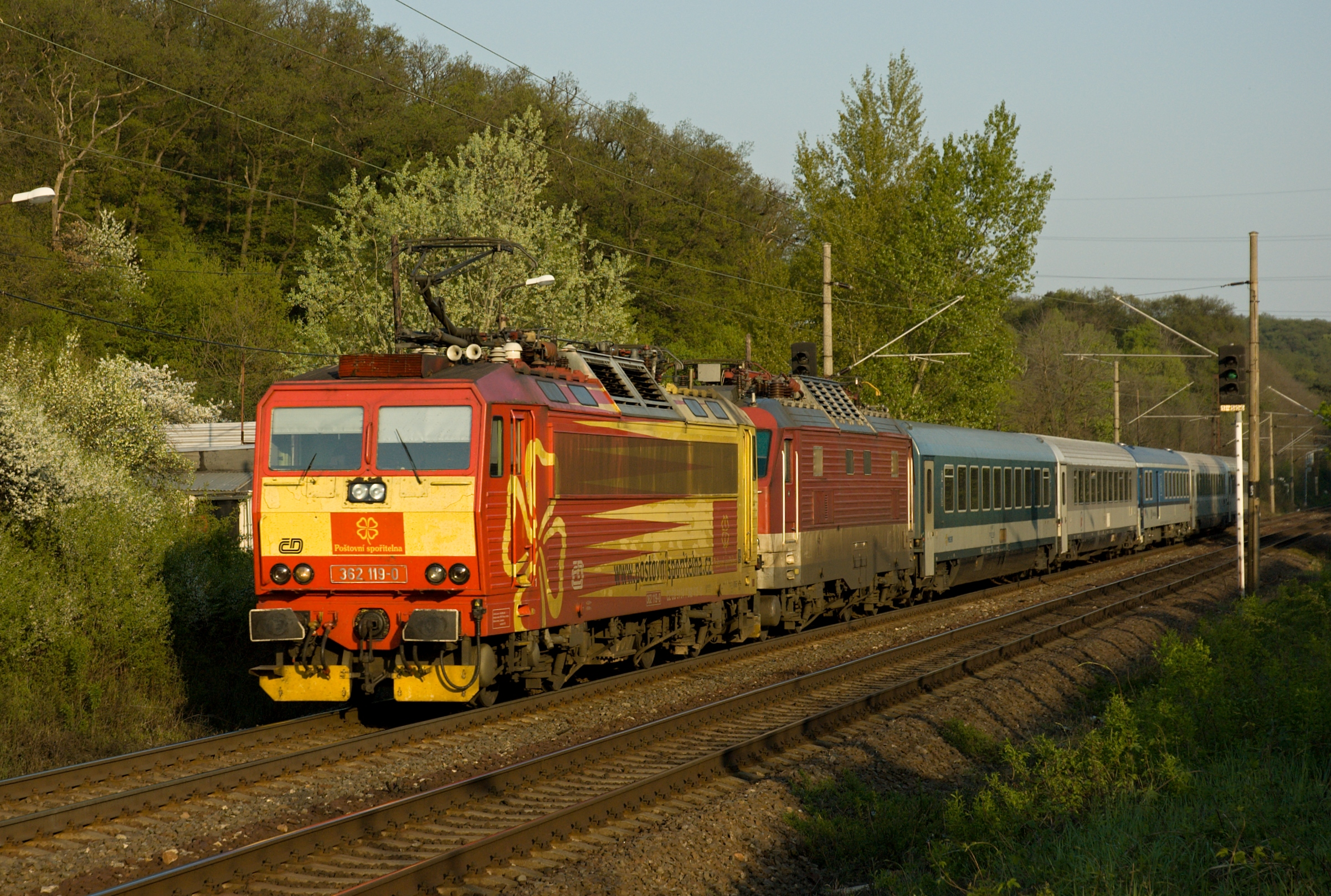
ブラチスラヴァ＝ジェレズナーストゥジエンカ停留場 - ブラチスラヴァ＝ラマチュ鉄道駅間を走行するセルビア・ベオグラード発プラハ行ユーロシティEC272列車「アヴァラ」（2013年）
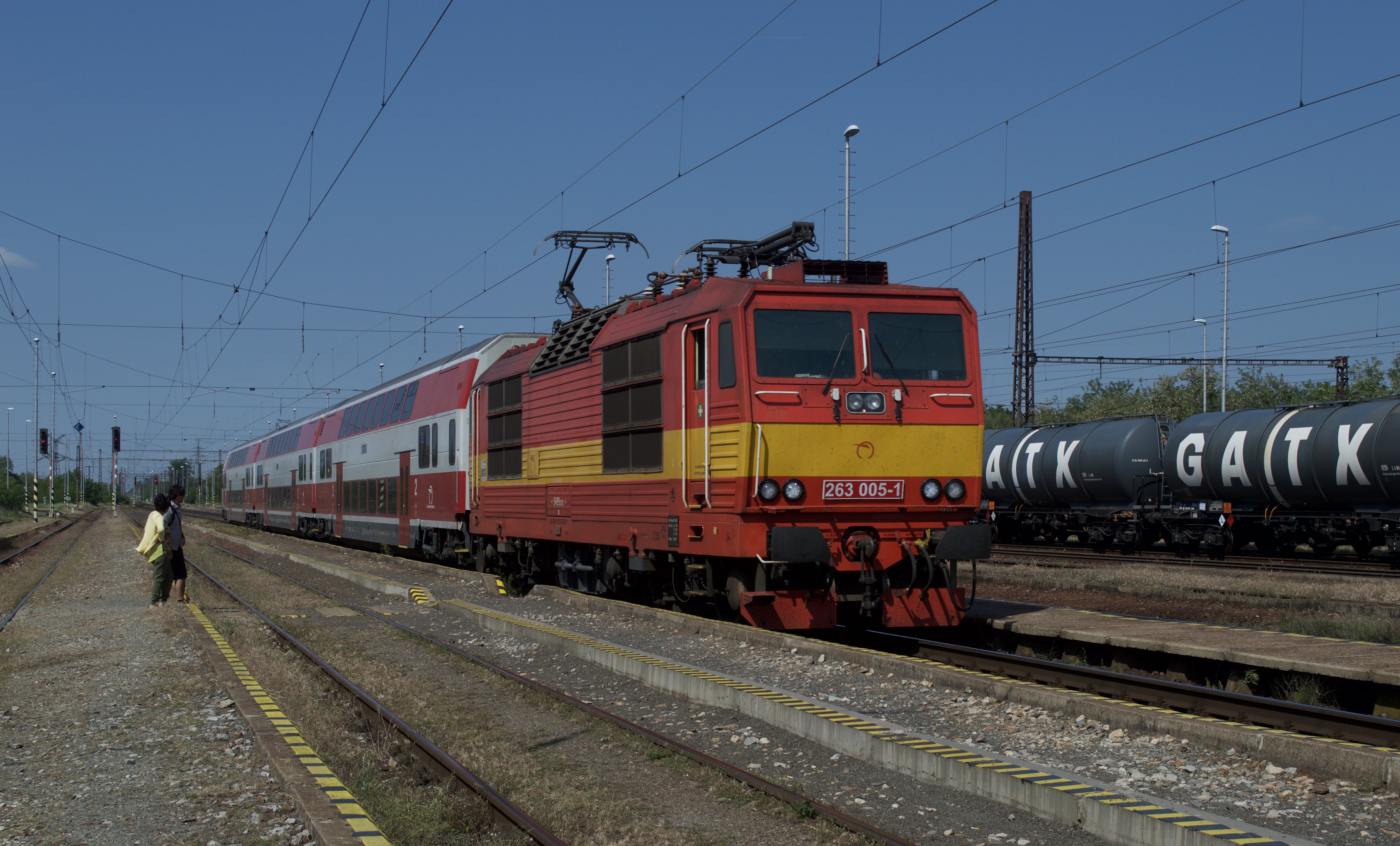
プラヴェツキーミクラーシュ - ザーホルスカーヴェス線内着発の貨物列車用ヤードを備えるゾホル鉄道駅に到着したクーティ発ブラチスラヴァ中央駅行旅客Os2027列車（2018年）
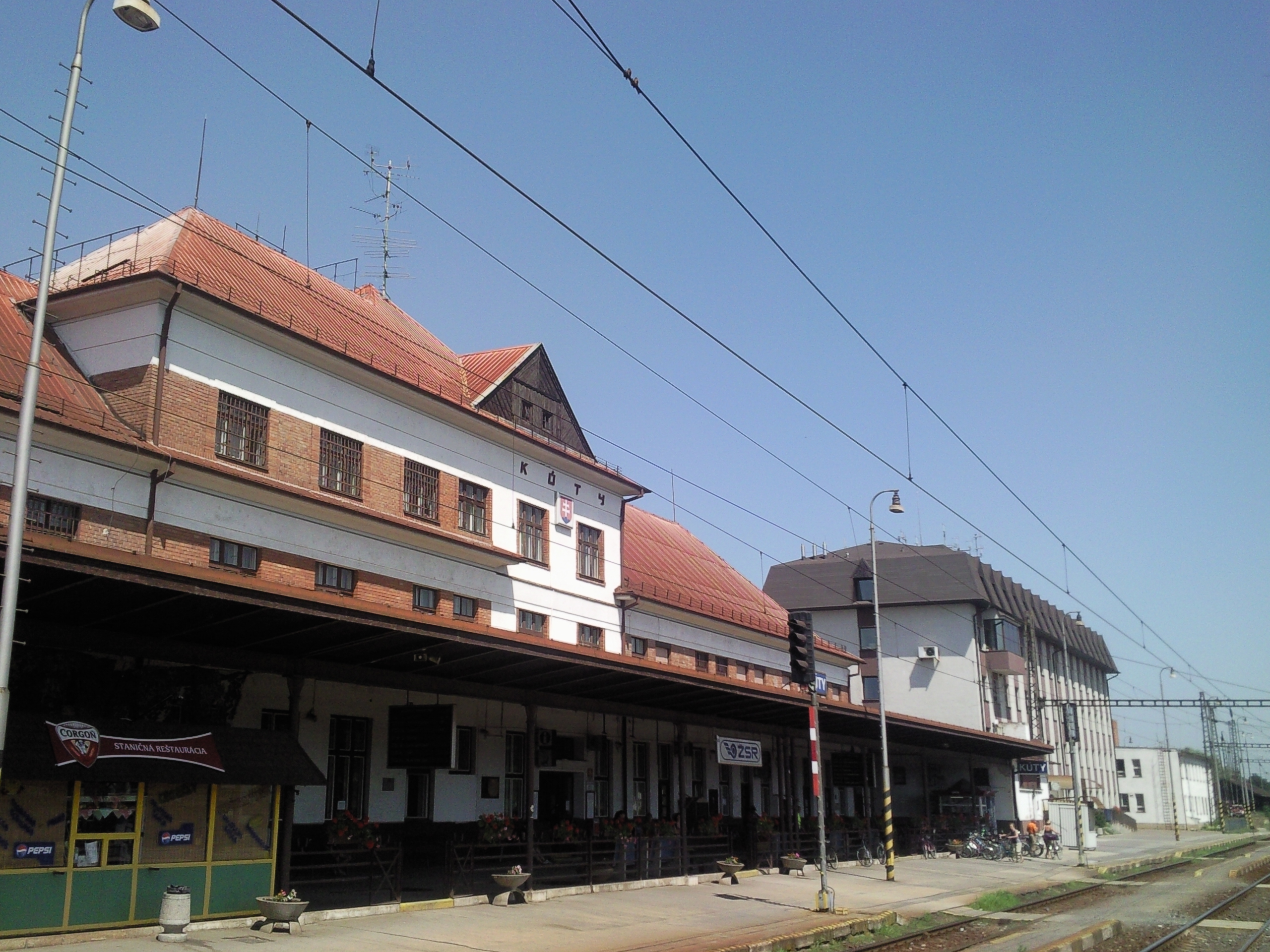
モラヴィア渓谷鉄道企業が1889年に開業したクーティ鉄道駅（2009年）
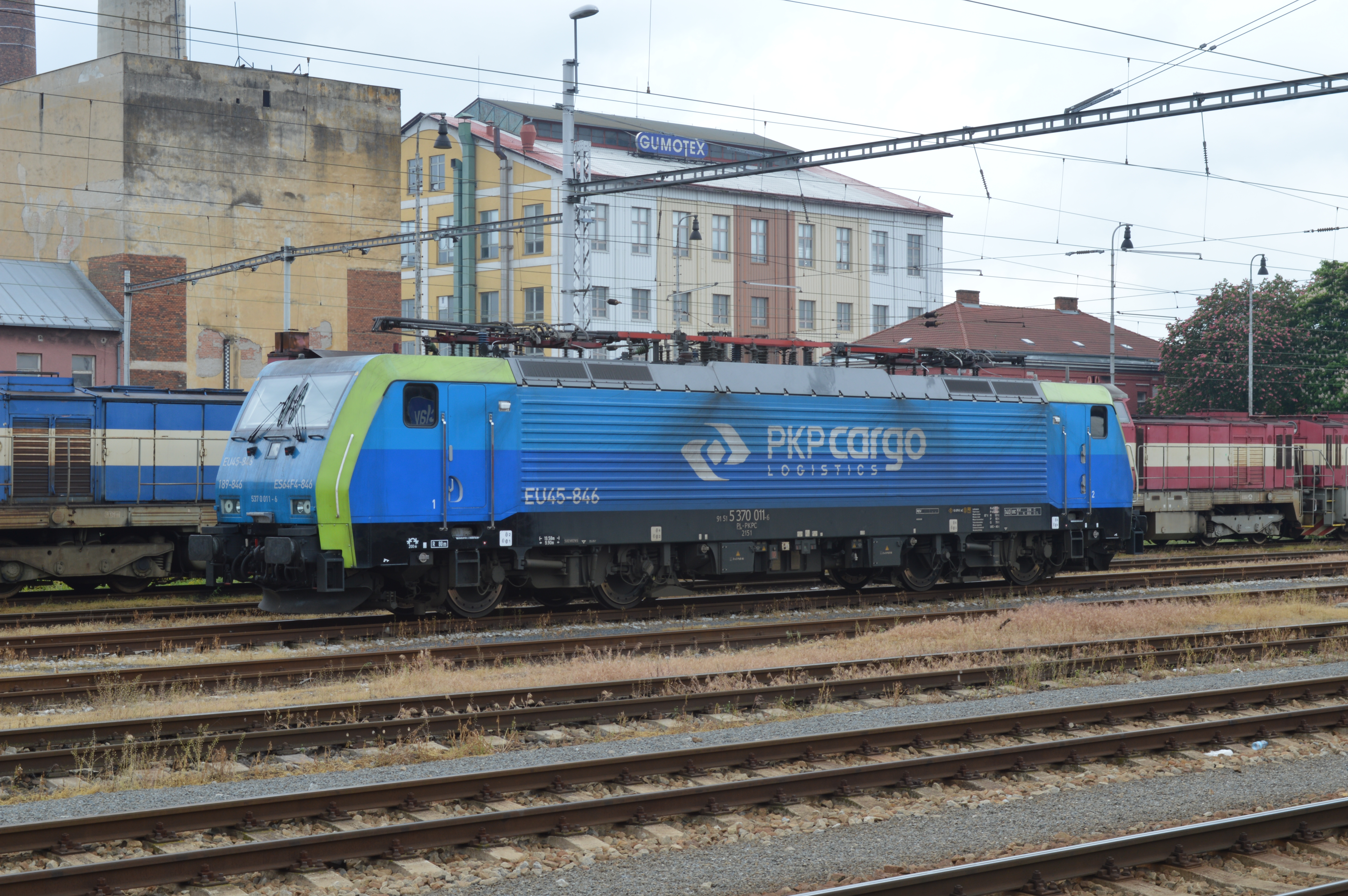
国際貨物列車が集結するブジェツラウ鉄道駅。同駅に接続する専用線を持つ大手樹脂メーカー・グモテックス株式会社ブジェツラウ工場が隣接する（2013年）

### ŽSRジェヴィーンスカノヴァーヴェス - マルヒェック線・ÖBB-INFRAシュタットラウ - マルヒェック国境線
ŽSRジェヴィーンスカノヴァーヴェス - マルヒェック線（126 B、線区長3.620km）およびÖBB-INFRAシュタットラウ - マルヒェック国境線マルヒェック - マルヒェック国境間（038、区間長2.304km）は、ŽSRジェヴィーンスカノヴァーヴェス鉄道駅でŽSRブラチスラヴァ中央駅 - クーティ - ランジュホト線から分岐し、スロバキア・オーストリア国境のモラヴァ川を築堤と橋梁（橋梁長474m）で越え、ÖBB-INFRAマルヒェック駅に至る路線である。ŽSR区間は全線区がトルナヴァ地域総局管内である。
ハンガリー時代にはブラチスラヴァとウィーンを結ぶ主要幹線であったが、チェコスロバキア成立以後はその地位を失い、現在も全区間が単線非電化である。オーストリア領内のモラヴァ川橋梁マルヒェック方では築堤上に線増用地が確保され、河川敷内では橋梁の基礎までが建設されたままの状態が長く続いていたが、ŽSRとÖBB-INFRAは2021年、ジェヴィーンスカノヴァーヴェス - マルヒェック線およびシュタットラウ - マルヒェック国境線の複線化および高速化工事を行い、2023年ごろをめどにブラチスラヴァ - ウィーン間を40分で結ぶ計画について合意した。

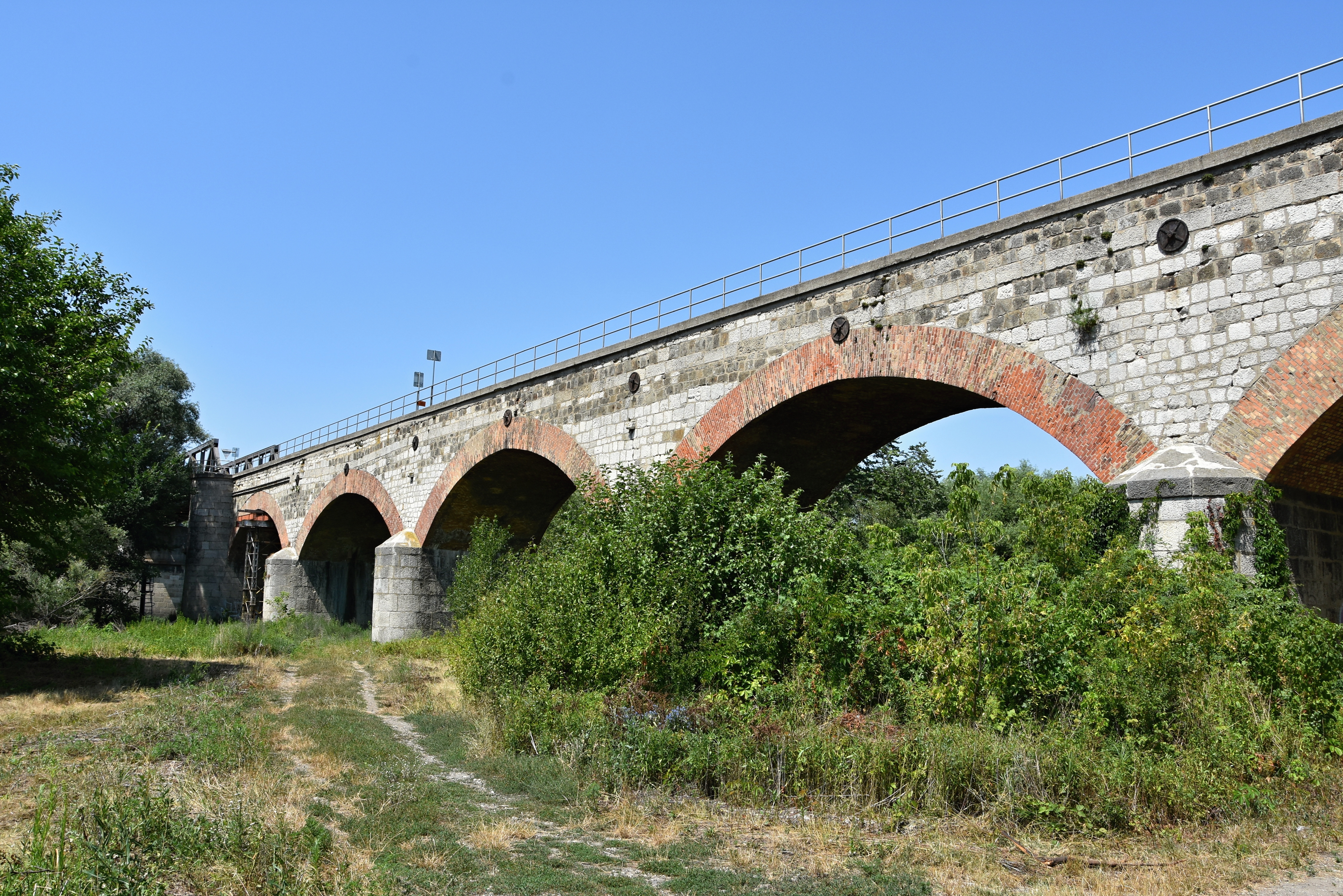
1848年開業時から供用されているジェヴィーンスカノヴァーヴェス - マルヒェック鉄道線のモラヴァ川橋梁（2019年）
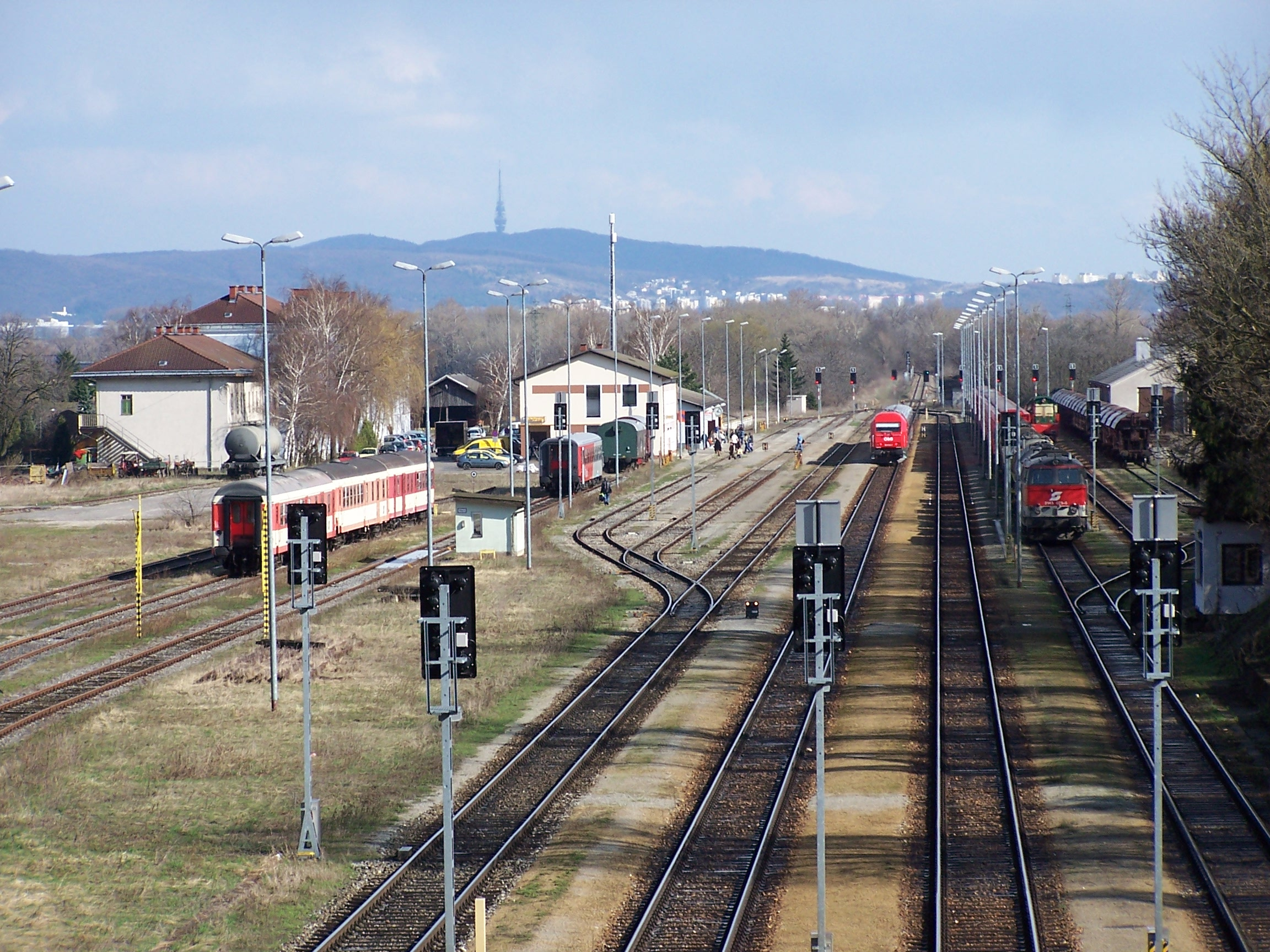
開業時の起点となったÖBB-INFRAマルヒェック駅。遠景はブラチスラヴァ市街地（2015年）

## 近代化計画
ブラチスラヴァ中央駅 - クーティ - ランジュホト線についてŽSRは2017年1月27日、ジェヴィーンスカノヴァーヴェス場外 - スロバキア・チェコ国境間について、近代化工事の公共調達通知を行った。ジェヴィーンスカノヴァーヴェス - マラツキ間およびクーティ - 国境間を対象区間とし、ERTMSを導入して最高速度200km/h対応とする内容で、工期は38か月間を予定していた。
総工費3億500万ユーロを見込み、第三次フィツォ内閣（当時）で最大の公共投資とされた同工事は、カザフスタンの建設会社、インテグラコンストラクション（Integra Construction）が落札することになった。ŽSRは2018年、インテグラコンストラクションがカザフスタンでの鉄道工事で手がけたと示したETCS導入工事の実績などに疑義を持ち、政府の公共調達局（ÚVO）に同社の入札資格剥奪を求めたが、ÚVOはŽSRの要求を拒絶して同社の入札資格を認める決定を行った。しかしその直後、弁護士でÚVO局長（当時）のミロスラウ・フリサークがカザフスタン大使から個人的な働きかけを受けていたことが発覚し、2019年に同社の落札は白紙となった。
工事は再入札の結果、スロバキアとイタリアの共同企業体が2億7500万ユーロで落札し、ŽSRは2020年、共同企業体に着工命令を行った。しかし入札のやり直しの影響で完工時期が延期されたことから、工費の調達元としていたユーロファンド融資が他の公共事業投資に回されたため、ŽSRは十分な予算を確保できず、共同企業体は対象区間の大半で工事区間の決定すら行えない状態が続いた。欧州の好況による建設資材価格の上昇で総工費の増大が懸念されているが、共同企業体は2022年末までに工事区間決定済みのブロドスケー - 国境間について着工する見込みである。

### ラマチュスカーブラーナ停留場建設
ŽSRは2021年8月、ブラチスラヴァ中央駅 - クーティ - ランジュホト線ブラチスラヴァ＝ラマチュ鉄道駅 - ジェヴィーンスカノヴァーヴェス鉄道駅間にラマチュスカーブラーナ停留場を新設する工事の競争入札を公示した。これはŽSRと地方自治体が国内各地で進めている鉄軌道およびバスの公共交通機関が連携した乗り換え拠点「統合旅客輸送ターミナル」（TIOP, Terminál integrovanej osobnej prepravy）整備の一環で、総工費は640万ユーロ。2023年12月までに供用が開始される予定である。
ブラチスラヴァ中央駅 - クーティ - ランジュホト線ではこのほか、TIOP開設の候補地としてパトローンカ停留場（ブラチスラヴァ中央駅 - ブラチスラヴァ＝ジェレズナーストゥジエンカ停留場間）、ジェヴィーンスカノヴァーヴェス停留場（ブラチスラヴァ＝ラマチュ鉄道駅 - ジェヴィーンスカノヴァーヴェス鉄道駅間）についても新設の検討が行われている。このうちジェヴィーンスカノヴァーヴェス停留場については投資対効果が見込めないとの結論がでているため、計画は見送られる見通しである。

### ジェヴィーンスカノヴァーヴェス - マルヒェック鉄道線の近代化
ŽSRジェヴィーンスカノヴァーヴェス - マルヒェック線とÖBB-INFRAシュタットラウ - マルヒェック国境線についてŽSRとÖBB-INFRAは2021年、近代化を行う「ツインシティーレール」計画の実施に合意した。現在単線非電化のジェヴィーンスカノヴァーヴェス - マルヒェック間を含むウィーン＝シュタットラウ - ジェヴィーンスカノヴァーヴェス間の全区間を複線電化し、シュタットラウ - マルヒェック国境線内の最高速度を200km/h対応とするもので、目標年度は2023年である。
計画では1848年開業時の単線橋梁の供用が続いているモラヴァ川橋梁に新たに架橋を行うほか、ÖBB-INFRAが所管するシュタットラウ - マルヒェック国境線内では9駅で近代化を行い、ウィーン地下鉄と直通運転を行う構想で、ブラチスラヴァ - ウィーン間の所要時間は約40分となる見込みである。ŽSR側の総工費は1200万〜1300万ユーロとなる見通しである。

## 歴史

### マルヒェック - ブラチスラヴァ鉄道線の開業

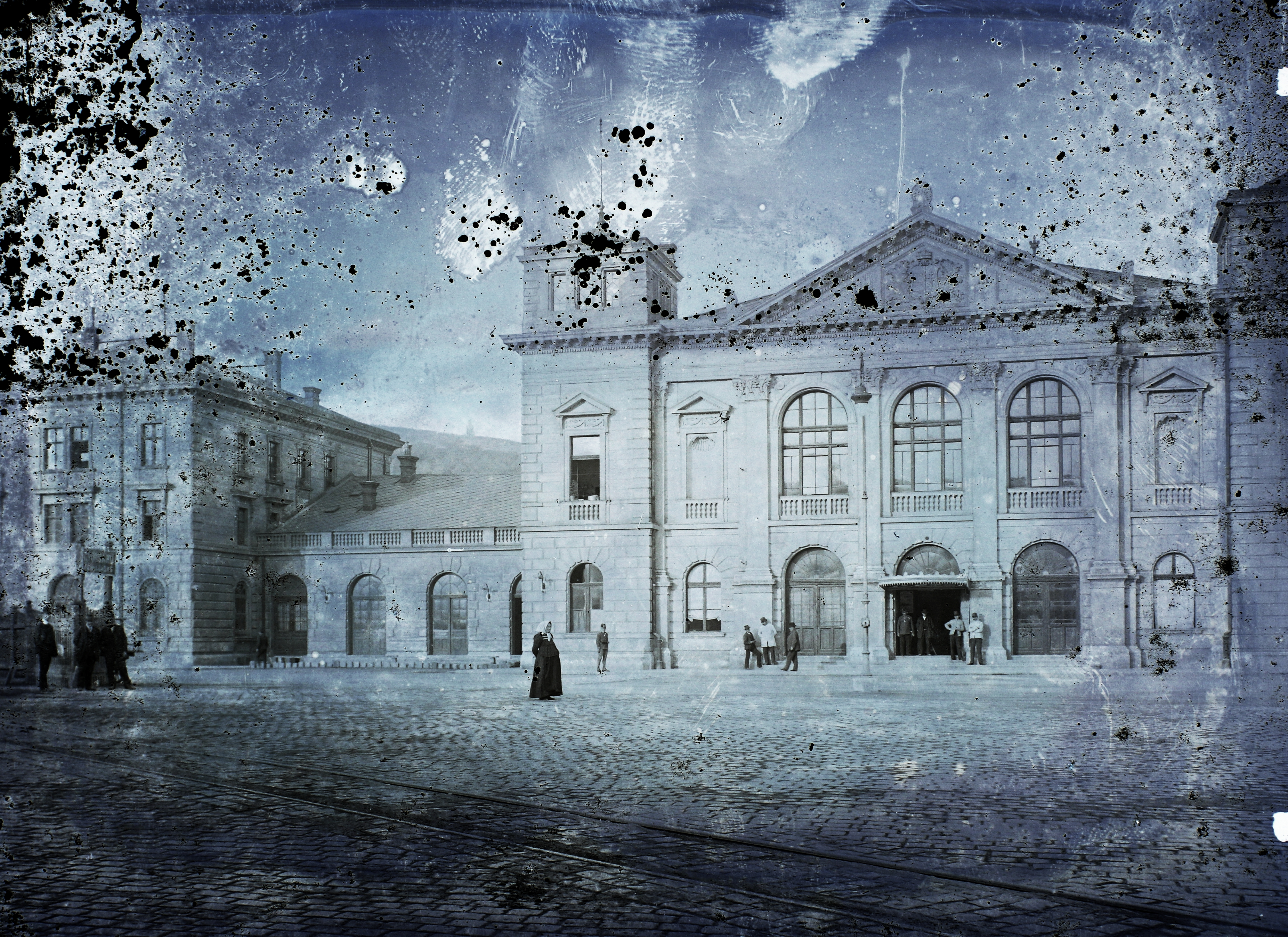
ハンガリー中央鉄道が開業したブラチスラヴァ中央駅（初代駅舎、1903年）

オーストリア帝国時代の1840年代、当時急成長を続けていたハンガリーの各種輸出産業に寄与するウィーン・ブダペスト間鉄道の建設構想が持ち上がり、ウィーンからブラチスラヴァを経由してブダペストに至る鉄道路線が企画された。このうちブラチスラヴァまでの区間では、ドナウ川の左岸（北側）はブラチスラヴァ市街地北西部に広がる小カルパチア山地が川岸まで迫る難所、右岸（南側）は恒常的にドナウ川の氾濫に見舞われやすいという課題を共に抱える中、両岸の関係者でルート選定の綱引きが続いた。
ハンガリー中央鉄道会社（MKpV, Magyar Középponti Vaspálya Társaság）は1844年、当時のオーストリア・ハンガリー国境であったマルヒェックを起点とする左岸ルートの権利を譲受して建設工事に着手した。小カルパチア山地の麓をスロバキア初となる鉄道トンネルとなったラマチュトンネルを建設して抜けるなど難工事の末、マルヒェック - ジェヴィーンスカノヴァーヴェス - ブラチスラヴァ中央駅間が蒸気鉄道として1848年8月20日に開業した。
1850年にブラチスラヴァ - ヴァーツ間が開業し、同年12月16日からブラチスラヴァ - ブダペスト間の列車運行が開始されたが、経営難であったハンガリー中央鉄道は同年国有化されてオーストリア帝国鉄道南東部鉄道に編入された。さらに1855年のオーストリア帝国鉄道売却に伴い、フランス資本が設立したオーストリア国家鉄道（のちオーストリア＝ハンガリー国家鉄道、StEG）に移管された。1870年にStEGがマルヒェック東部線（ウィーン＝シュタットラウ - マルヒェック間）を建設し、開業から20年余りを経てウィーン方面とも直結。1883年に運行を開始したオリエント急行のルートともなり、1902年には第二ラマチュトンネルを建設して同区間を複線化した。

### モラヴィア渓谷鉄道企業
オーストリア帝国が1867年にオーストリア＝ハンガリー帝国に再編されたことを背景に大規模な幹線整備に力を注いできたハンガリー帝国の鉄道政策は、ウィーン証券取引所の大暴落に端を発する1873年恐慌以降、規模の小さい地方私鉄への投融資強化に大きく転換したことから、以後スロバキア域内では数多くの鉄道線が建設された。
そのうちモラヴァ川左岸沿いの鉄道路線建設を目的として設立されたモラヴィア渓谷鉄道企業（Železničná spoločnosť Moravskej doliny）は、ジェヴィーンスカノヴァーヴェスからクーティを経てスドミェジーツェナドモラヴォウに至る鉄道線（現・ŽSRブラチスラヴァ中央駅 - クーティ - ランジュホト線ジェヴィーンスカノヴァーヴェス - クーティ間およびクーティ - スカリツァナスロヴェンスク - スドミェジーツェナドモラヴォウ線）を建設し、1889年から1891年にかけて段階的に開業した。
この間、クーティからモラヴァ川を越えてブジェツラウに至る支線も1900年に開業。ジェヴィーンスカノヴァーヴェスではマルヒェック - ブラチスラヴァ鉄道線とモラヴィア渓谷鉄道線間に短絡線（マルヒェック短絡線）も設けられたが、ハンガリー時代末期には廃止された。
またモラヴィア渓谷鉄道の建設に合わせ、ストゥパヴァ市に領地と別荘を持っていたハンガリーの名門貴族・カーロイ伯爵家（hu:Károlyi család）がジェヴィーンスケヤゼロから分岐してストゥパヴァに至る支線（のちČSD→ŽSRジェヴィーンスケヤゼロ分岐点停留場 - ストゥパヴァ線、2008年線籍抹消）を自費で建設し、モラヴィア渓谷鉄道企業に管理および列車運行を行わせた。

### チェコスロバキア成立以後
スロバキアおよびチェコ域内の帝室オーストリア国家鉄道（kkStB）およびハンガリー国家鉄道（MÁV）は1918年のチェコスロバキア共和国成立に伴いチェコスロバキア鉄道省運営のチェコスロバキア国家鉄道（ČSD, Československé státní dráhy）に移管され、国内の地方私鉄も一部を除いて国有化された。
オーストリア＝ハンガリー帝国時代の鉄道は、ウィーンおよびブダペストを中心に放射状に整備されてきたため、チェコスロバキア共和国では国内を東西に横断する鉄道ルートの確保整備が最重要課題となった。旧kkStBブラチスラヴァ中央駅 - ジェヴィンスカノヴァーヴェス間と旧モラヴィア渓谷鉄道ジェヴィーンスカノヴァーヴェス - クーティ - ブジェツラウ間は、プラハとブラチスラヴァを結ぶ幹線ルートに位置づけられてただちに複線化が行われ、ブラチスラヴァとプラハやウィーンを結ぶ最重要幹線となった。
1929年、ランジュホト - ブジェツラウ間のブジェツラウ方に新線が設けられてブジェツラウ鉄道駅への配線を変更。ブラチスラヴァ方面とブルノ、プラハ方面の直通列車が不可避だったブジェツラウ鉄道駅での機回しが不要になった。1936年には290.0形ガソリン動車による自動高速（MR）列車『スロヴェンスカーストレラ』が本鉄道線経由で運行を開始した。
その後も20世紀後半にかけて数多くの貨物・旅客長距離列車が運行される最重要路線の地位を保ちつづけ、1967年にはスロバキアで初となる交流（25000V/50Hz）電化が行われた。
1993年の連邦制解消に伴うスロバキア国鉄（ŽSR）移管後は、新たに位置づけられたスロバキア国内の東西幹線（ブラチスラヴァ - コシツェ間、ブラチスラヴァ - ジリナ鉄道線およびジリナ - コシツェ鉄道線）に近代化整備の優先順位を奪われる形となり、本鉄道線は現在もチェコスロバキア時代と同じ最高速度140km/h規格のままとなっているが、スロバキア運輸建設省は2020年代以降、将来の最高速度200km/h化を含む近代化整備を本格化する方針を示している。